# Изокванта

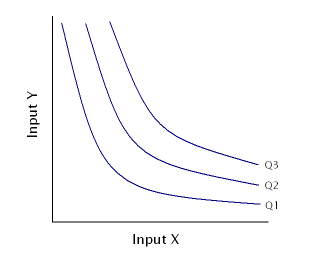
График изокванты, где объём выпуска Q3 > Q2 > Q1. Обычно под факторами производства X и Y понимают труд и капитал соответственно. Требуется больше фактора X, фактора Y или обоих факторов, чтобы перейти от изокванты Q1 к Q2, или от Q2 к Q3

Изокванта — это кривая равного выпуска продукта (кривая безразличия для производителей). Все точки на этой кривой показывают различное сочетание факторов производства для выпуска одинакового количества продукции.
В теории производственных функций изокванта — это геометрическое место точек в пространстве ресурсов, в которых различные сочетания производственных ресурсов дают одно и то же количество выпускаемой продукции.

## Свойства изоквант
1. Изокванты не могут пересекаться.
2. Каждая следующая изокванта, проходящая дальше от начала координат, отражает бо́льшую величину выпуска, чем предыдущая. Совокупность этих изоквант образует карту изоквант.
3. Изокванты имеют отрицательный наклон.
4. Предельная норма технического замещения MRTS одного ресурса другим уменьшается при движении вдоль изокванты.
5. Изокванты выпуклы по отношению к началу координат.

## Пример
Фермер может произвести 50 т зерна, используя пять комбайнов и труд пяти работников или четыре комбайна и труд 10 работников. Изокванта имеет нисходящий наклон вправо, что отражает возможность заменять один фактор производства на другой. Изокванта изогнута относительно начала координат, поскольку факторы не являются абсолютными субститутами, хотя и взаимозаменяемы. Таким образом, предельная норма технического замещения одного фактора другим снижается по мере продвижения по кривой вниз слева направо. Изокванта схожа с кривой безразличия. Точка касания изокосты и изокванты показывает такое сочетание факторов, при котором данное количество продукции будет произведено с наименьшими затратами.

## Виды изоквант
Графическое отображение изоквант определяется сочетанием взаимозаменяемости и взаимодополняемости ресурсов, используемых при производстве.
В случае жёсткой взаимозаменяемости ресурсов (совершенной субституции), изокванта принимает линейный вид. В случае жёсткой взаимодополняемости ресурсов (комплементарности), изокванта сводится к точке.